# محل الجذر

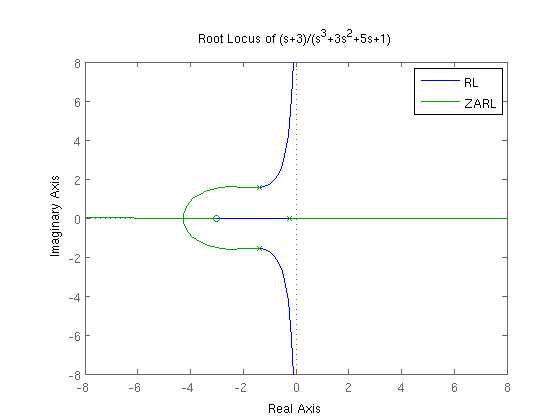
الرسم دائما متطابق

محل الجذر أو مكان الجذور هو رسم بياني في مجال لابلاس يقوم بإظهار حركة قطب المسار المغلق عن طريق معرفة قطب المسار امفتوح G(s)H(s)، أي بدون الحاجة لمعرفة دالة النقل يمكن معرفة أين ستتجه أقطاب المسار المغلق في حال وضع مضروب النظام (ضرب في معامل) على التوالي في المسار الأمامي مع المتحكم، لذا فهي تبين أين يذهب قطب المسار المغلق في حال زيادة قيمة المعامل أو إنقاصه عن طريق معرفة أقطاب المسار المفتوح.
أي أن الرسم بشكل مجمل هو رسم أقطاب المسار المغلق كدالة في مضروب النظام.

## خصائص الرسم
أهم ميزة لشكل الرسم أن كل رسمة لمحل الجذر يجب أن تكون متطابقة تماما حول محور السينات، كما أن من خصائصة أن مع زيادة قيمة المضاعف فأن أقطاب المسار المفتوح هي فقط التي تتحرك من أماكنها وتتجه نحو أصفار المسار المفتوح، ويجدر العلم بإن أصفر المسار المفتوح لا تتحرك أبدا من أماكنها بغض النظر عن قيمة المضروب.

## قراءة الرسم
يمكن معرفة استقرارية النظام عن طريق قراءة الرسم، مع إدراك أن الأقطاب تتحرك وتتجه إلى الأصفار مع التأكيد على ان الأصفار لا تتزحزح من مكانها.
يعد محور الصادات هو الموقع الحرج في الرسم ويجب معرفة مواقع كل الأقطاب والأصفار بالنسبة إليه وبما أن الأصفار لا تتحرك فإن الاهتمام يكون هنا بالأقطاب فإن كان :
- القطب على يمين محور الصادات فإن النظام يعتبر غير مستقر
- القطب على يسار محور الصادات فإن النظام يكون مستقر
- القطب على محور الصادات تماما فإن النظام يكون مستقر هامشيا
- أكثر من قطب بعضها فوق بعض تماما على محور الصادات فإن النظام غير مستقر

بمعنى أنه في حال وجد صفر على الجانب الأيمن من المحور فإن النظام لن يكون مستقرا إذا زدنا في قيمة تقويته لإن هناك قطبا من الأقطاب سيتوجه حتما إلى هذا الصفر ويسمى هذا النظام ذا طور مارج بينما النظام الذي تكون كل أقطابه وأصفاره على يسار المحور فيكون نظاما ذا طور هامد.